# Villa Sciallero-Carbone
La Villa Sciallero-Carbone è un edificio cinquecentesco situato sulle alture di Sestri Ponente (nel comune di Genova) e circondato da ampi terreni agricoli, delimitati a sud dalla sponda sinistra del torrente Cantarena, dal rio Maltempo a ovest e dalla stradina Pian di forno ad est, sino alla chiesa Santa Maria della Costa a nord. Il cancello principale si apriva sulla Via S. Bernardo (ora: Galliano) e una stradina interna conduceva al palazzo vero e proprio, tuttora conservato nelle sue forme architettoniche originali. 
Il volume allungato dell'edificio è affiancato da una torre, di poco più alta del grande tetto a spioventi. I soffitti del palazzo sono affrescati con scene mitologiche circondate da medaglioni e decori. Di un certo interesse la scena della "Caccia", attribuita ad un allievo del pittore Calvi, e il "San Giorgio". Gli affreschi sono molto ben conservati ancora oggi. Alla costruzione principale, strutturata su tre piani, sono stati aggiunti nel tempo altri corpi di fabbrica minori come alloggio per la servitù e ricovero di attrezzi agricoli. A fianco del cancello, sulla Via S. Bernardo, era stata edificata la cappella gentilizia privata, incorporata in una casetta ad uso abitativo, ancora esistente. 
Un secolo più tardi, alla sommità della collina di San Giovanni Battista, era stato costruito dai Sciallero-Carbone un palazzotto "di villeggiatura" di tre piani. Verso la fine dell'Ottocento, questo edificio era stato posto in vendita e il 27 maggio 1898, l'allora comune di Sestri Ponente l'aveva acquistato per realizzarvi un ospedale "per le malattie acute, escluse le contagiose e per ambulanza". Tra i primi proprietari si ricordano i Pallavicino e i Serra, ai quali sono poi subentrati i Balestrino, i Chiozza e i Sciallero-Carbone, che hanno dato il nome alla villa.
Per la nobiltà delle sue proporzioni, il palazzo di Villa Sciallero costituisce un valore paesaggistico importante, nonostante sia oggi quasi circondato da nuove costruzioni abitative realizzate nel secondo dopoguerra sui terreni circostanti. Nel 1974, dopo il decesso del marchese Paveri-Fontana, figlio della marchesa Sciallero-Carbone, l'intera proprietà è stata ceduta dagli eredi al Comune di Genova, che ha aperto una Scuola dell'infanzia all'interno del palazzo nobiliare. Il corpo aggiunto e la casa del custode sono state invece assegnate a due distinte associazioni culturali e sportive, molto frequentate dagli abitanti del quartiere mentre, sui terreni annessi, sono stati realizzati un campo di calcio, campi da tennis e da bocce, uno skate-park e un pubblico giardino con giochi per i più piccini.